# Bényi kincs
A Bényi éremkincsleletet 1964 szeptemberében találták Bény (szk. Bíňa) községben egy régészeti feltárás (Jozef Paulík) folyamán. A bizánci solidusok (összesen 108 db) egy bikónikus díszítetlen edényben voltak elhelyezve kb. 50–65 cm mélyen. Az éremkincs bizánci császárok és családtagjaik (Arcadius, II. Theodosius) veretein kívül nyugatrómai császárok (Honorius, III. Valentinianus) pénzeit is tartalmazza, melyek alapján (a legfiatalabb veret 443-ból való) az elrejtés ideje az 5. század közepére tehető. Összetétele és az érmek mennyisége alapján egyedülálló lelet a mai Szlovákia területén. Valószínűleg a hunoknak fizetett adóval állhat összefüggésben.